# تاريخا (بوليفيا)
تاريخا، بوليفيا (بالإنجليزية: Tarija) هي مدينة في إدارة تاريا في بوليفيا، بلغ عدد سكانها 135٬783 نسمة.

## المناخ
يظهر الجدول التالي التغييرات المناخية على مدار السنة لتاريخا، بوليفيا:
| البيانات المناخية لـتاريخا، بوليفيا                               | البيانات المناخية لـتاريخا، بوليفيا | البيانات المناخية لـتاريخا، بوليفيا | البيانات المناخية لـتاريخا، بوليفيا | البيانات المناخية لـتاريخا، بوليفيا | البيانات المناخية لـتاريخا، بوليفيا | البيانات المناخية لـتاريخا، بوليفيا | البيانات المناخية لـتاريخا، بوليفيا | البيانات المناخية لـتاريخا، بوليفيا | البيانات المناخية لـتاريخا، بوليفيا | البيانات المناخية لـتاريخا، بوليفيا | البيانات المناخية لـتاريخا، بوليفيا | البيانات المناخية لـتاريخا، بوليفيا | البيانات المناخية لـتاريخا، بوليفيا |
| الشهر                                                             | يناير                               | فبراير                              | مارس                                | أبريل                               | مايو                                | يونيو                               | يوليو                               | أغسطس                               | سبتمبر                              | أكتوبر                              | نوفمبر                              | ديسمبر                              | المعدل السنوي                       |
| ----------------------------------------------------------------- | ----------------------------------- | ----------------------------------- | ----------------------------------- | ----------------------------------- | ----------------------------------- | ----------------------------------- | ----------------------------------- | ----------------------------------- | ----------------------------------- | ----------------------------------- | ----------------------------------- | ----------------------------------- | ----------------------------------- |
| الدرجة القصوى °م (°ف)                                             | 36.5 (97.7)                         | 37.4 (99.3)                         | 37.5 (99.5)                         | 37.3 (99.1)                         | 36.2 (97.2)                         | 34.6 (94.3)                         | 36.0 (96.8)                         | 37.4 (99.3)                         | 39.5 (103.1)                        | 39.7 (103.5)                        | 37.8 (100.0)                        | 38.8 (101.8)                        | 39.7 (103.5)                        |
| متوسط درجة الحرارة الكبرى °م (°ف)                                 | 27.1 (80.8)                         | 26.6 (79.9)                         | 26.6 (79.9)                         | 25.9 (78.6)                         | 24.8 (76.6)                         | 24.4 (75.9)                         | 23.9 (75.0)                         | 25.6 (78.1)                         | 26.1 (79.0)                         | 27.5 (81.5)                         | 27.4 (81.3)                         | 27.5 (81.5)                         | 26.1 (79.0)                         |
| المتوسط اليومي °م (°ف)                                            | 20.8 (69.4)                         | 20.3 (68.5)                         | 20.2 (68.4)                         | 18.6 (65.5)                         | 15.5 (59.9)                         | 13.6 (56.5)                         | 13.2 (55.8)                         | 15.4 (59.7)                         | 17.0 (62.6)                         | 19.7 (67.5)                         | 20.3 (68.5)                         | 21.0 (69.8)                         | 18.0 (64.4)                         |
| متوسط درجة الحرارة الصغرى °م (°ف)                                 | 14.7 (58.5)                         | 14.1 (57.4)                         | 13.8 (56.8)                         | 11.3 (52.3)                         | 6.3 (43.3)                          | 2.7 (36.9)                          | 2.5 (36.5)                          | 5.2 (41.4)                          | 7.9 (46.2)                          | 11.9 (53.4)                         | 13.3 (55.9)                         | 14.4 (57.9)                         | 9.8 (49.6)                          |
| أدنى درجة حرارة °م (°ف)                                           | 6.0 (42.8)                          | 4.0 (39.2)                          | 5.0 (41.0)                          | −2.0 (28.4)                         | −3.0 (26.6)                         | −7.7 (18.1)                         | −9.2 (15.4)                         | −8.0 (17.6)                         | −4.2 (24.4)                         | 0.0 (32.0)                          | 3.0 (37.4)                          | 0.0 (32.0)                          | −9.2 (15.4)                         |
| الهطول مم (إنش)                                                   | 130.2 (5.13)                        | 100.4 (3.95)                        | 90.3 (3.56)                         | 16.1 (0.63)                         | 1.7 (0.07)                          | 0.2 (0.01)                          | 0.3 (0.01)                          | 1.9 (0.07)                          | 7.0 (0.28)                          | 37.1 (1.46)                         | 73.2 (2.88)                         | 125.9 (4.96)                        | 584.3 (23.00)                       |
| متوسط أيام هطول الأمطار                                           | 14.8                                | 12.5                                | 11.2                                | 4.0                                 | 1.1                                 | 0.3                                 | 0.3                                 | 0.9                                 | 2.6                                 | 6.8                                 | 10.4                                | 12.8                                | 77.6                                |
| متوسط الرطوبة النسبية (%)                                         | 67.1                                | 68.9                                | 68.6                                | 65.6                                | 58.9                                | 53.0                                | 51.9                                | 50.0                                | 50.8                                | 54.6                                | 59.6                                | 64.1                                | 59.2                                |
| المصدر: Servicio Nacional de Meteorología e Hidrología de Bolivia |                                     |                                     |                                     |                                     |                                     |                                     |                                     |                                     |                                     |                                     |                                     |                                     |                                     |

## مدن توأم
المدن التوأم:
- سالتا
- سان سلفادور دي خوخوي
- إشبيلية
- Brasschaat [الإنجليزية]‏.

## أعلام
- لياندرو مايغوا
- عمر خيسوس موراليس
- ميغيل سواريز
- فيكتور هوغو ميلجار
- نارسيسو كامبيرو